# Arnoglossus sayaensis
Arnoglossus sayaensis är en fiskart som beskrevs av Amaoka och Imamura, 1990. Arnoglossus sayaensis ingår i släktet Arnoglossus och familjen tungevarsfiskar. Inga underarter finns listade i Catalogue of Life.